# Avtroil (1915)
Avtroil byl torpédoborec ruského carského námořnictva z doby první světové války. Patřil ke třídě Izjaslav. Ve službě byl od roku 1917. Torpédoborec přečkal první světovou válku, ale do jeho osudu zasáhla na ni navazující ruská občanská válka. Dne 27. prosince 1918 byly ruské torpédoborce Avtroil a Spartak zajaty britskými lehkými křižníky HMS Caradoc a HMS Calypso a torpédoborci HMS Vendetta, HMS Vortigern a HMS Wakeful. Britové jej následně oba předali estonskému námořnictvu. Od ledna 1919 Avtroil sloužil pod novým jménem Lennuk. V červenci 1933 byl prodán Peru, které jej jako Almirante Guise provozovalo do roku 1947.

## Stavba

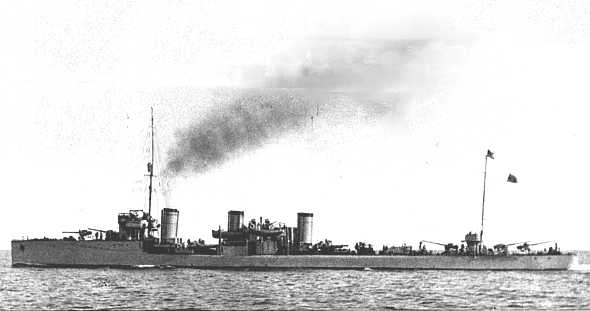
Estonský torpédoborec Lennuk (ex Avtroil)

Torpédoborec postavila loděnice Becker v Revalu. Stavba byla zahájena v listopadu 1913. Na vodu byl spuštěn 13. ledna 1915 a do služby byl přijat v srpnu 1917.

## Konstrukce

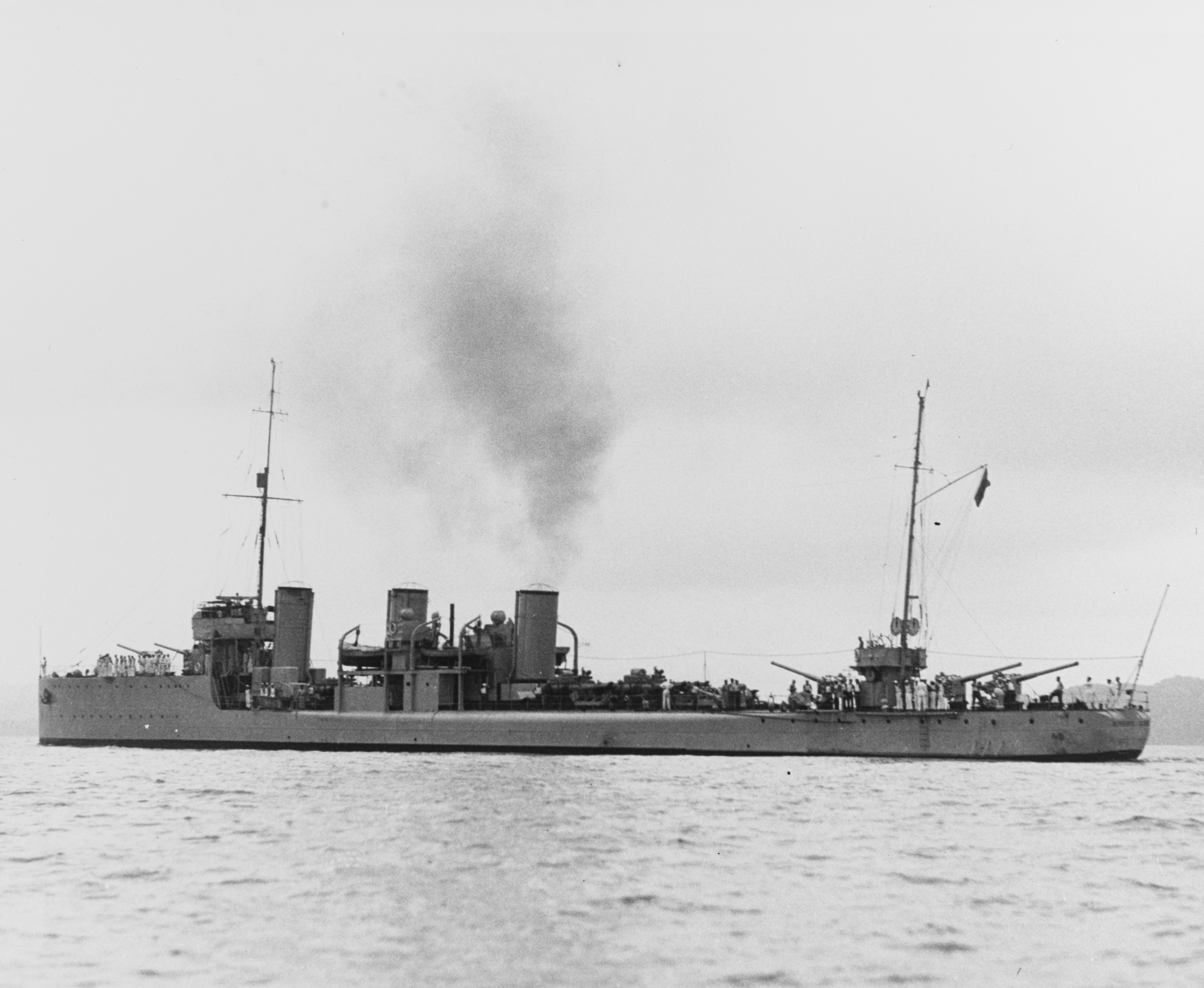
Peruánský torpédoborec Almirante Guise (ex Lennuk, Avtroil)

Torpédoborec byl vyzbrojen pěti 102mm kanóny, jedním 76mm kanónem, třemi trojhlavňovými 457mm torpédomety a až 80 minami. Pohonný systém měl výkon 32 700 hp. Tvořilo jej pět kotlů Normand a dvě parní turbíny Brown-Boveri, pohánějící dva lodní šrouby. Nejvyšší rychlost dosahovala 35 uzlů. Dosah byl 1568 námořních mil při rychlosti šestnáct uzlů.

### Modifikace
Roku 1941 výzbroj peruánského torpédoborce Almirante Guise posílily tři 20mm/65 kanóny Breda 1939.